# 海棠猕猴桃
海棠猕猴桃（学名：Actinidia maloides）是猕猴桃科猕猴桃属的植物，为中国的特有植物。分布在中国大陆的云南、湖北、四川等地，生长于海拔1,300米至2,200米的地区，常生于山地丛林中荫蔽处。

## 变种
心叶海棠猕猴桃（学名：Actinidia maloides f. cordata）为猕猴桃科猕猴桃属海棠猕猴桃下的一个变型。分布在中国大陆的四川等地，生长于海拔1,300米至2,100米的地区。

## 别名
四川猕猴桃（拉汉种子植物名称）